# Plectrurus perroteti
Plectrurus perrotetii là một loài rắn trong họ Uropeltidae. Loài này được Duméril & Bibron mô tả khoa học đầu tiên năm 1854.